# Euphausia pseudogibba
Euphausia pseudogibba är en kräftdjursart som beskrevs av Ortmann 1893. Euphausia pseudogibba ingår i släktet Euphausia och familjen lysräkor. Inga underarter finns listade i Catalogue of Life.